# 格拉茨附近圣马赖恩
格拉茨附近圣马赖恩是奥地利施蒂利亚州格拉茨城郊县的一个市镇。总面积10.25平方公里，总人口1193人，人口密度116.4人/平方公里（2005年）。